# Phthiridium stichotricha
Phthiridium stichotricha är en tvåvingeart som först beskrevs av Speiser 1901.  Phthiridium stichotricha ingår i släktet Phthiridium och familjen lusflugor. Inga underarter finns listade i Catalogue of Life.